# Zbór Chrześcijańskiej Wspólnoty Zielonoświątkowej w Kostrzynie nad Odrą
Zbór Chrześcijańskiej Wspólnoty Zielonoświątkowej w Kostrzynie nad Odrą – zbór  Chrześcijańskiej Wspólnoty Zielonoświątkowej działający w Kostrzynie nad Odrą.

## Historia
W pierwszej połowie lat 80. XX wieku jeden z mieszkańców Kostrzyna nad Odrą podjął pracę w Zielonej Górze, gdzie po zapoznaniu się z osobami należącymi do zboru ewangelicznego wziął udział w prowadzonym tam nabożeństwie. Doprowadziło to do jego nawrócenia i przyjęcia w 1981 chrztu wiary. Po powrocie do Kostrzyna rozpoczął on działalność ewangelizacyjną pośród swoich sąsiadów, którzy następnie rozpoczęli uczęszczać na nabożeństwa w zborach w Nowej Soli i Zielonej Górze, a w 1982 zostali ochrzczeni w starym korycie rzeki Odry na terenie Przyborowa. Prowadzona przez nich ewangelizacja doprowadziła do nawrócenia kolejnych osób. Dzięki temu, w 1983 w Kostrzynie został powołany niezarejestrowany zbór, nie posiadający stałego miejsca zgromadzeń i spotykający się w prywatnych mieszkaniach na terenie Kostrzyna, Nowej Soli, Stargardu i Zielonej Góry.
20 maja 1987 wspólnota została zarejestrowana w Urzędzie Wojewódzkim w Gorzowie Wielkopolskim jako zbór Chrześcijańskiej Wspólnoty Zielonoświątkowej w Kostrzynie. Jego pastorem został Marian Kalata, a siedziba zboru mieściła się przy ul. Łódzkiej 5. Nabożeństwa rozpoczęto prowadzić w wynajętej sali konferencyjnej w budynku należącym do Przedsiębiorstwa Budownictwa Przemysłowego „Gobex” przy ul. Sportowej. Jeszcze w 1987 pastor wspólnoty zwrócił się do Urzędu Miasta  w celu pozyskania działki pod budowę domu modlitwy.
Pierwszy chrzest zbór przeprowadził w lipcu 1988 na basenie miejskim. Odbył się on dzięki współpracy ze zborami Chrześcijańskiej Wspólnoty Zielonoświątkowej w Legnicy i Lubsku, przystąpiło do niego 12 osób.
Końcem 1989 wspólnota otrzymała od Urzędu Miejskiego ofertę dotyczącą działki zlokalizowanej przy ul. Żeglarskiej, która została przez nią przyjęta i w marcu 1990 rozpoczęte zostały prace budowlane związane z powstaniem tam domu modlitwy. Zbór skupiał wówczas 15 członków. Budowa została wsparta finansowo przez inne zbory Chrześcijańskiej Wspólnoty Zielonoświątkowej oraz zbory należące do Ewangelicznej Wspólnoty Zielonoświątkowej. Pierwsze nabożeństwo w nowym domu modlitwy miało miejsce w październiku 1991.
W 1995 zainaugurowano prowadzenie działań misyjnych w ramach służby więziennej na terenie Zakładu Karnego w Słońsku.
Z racji wzrostu liczby członków kostrzyńskiej wspólnoty, dom modlitwy wkrótce stał się dla niej zbyt mały i w maju 1998 przystąpiono do jego rozbudowy. Powiększony obiekt został otwarty w 1999, a w inauguracyjnym nabożeństwie wzięli udział członkowie innych zborów Chrześcijańskiej Wspólnoty Zielonoświątkowej oraz delegaci władz miejskich.
W latach 2000. w nabożeństwach Chrześcijańskiej Wspólnoty Zielonoświątkowej w Kostrzynie brało udział około 70 wiernych. W końcu drugiej dekady XXI wieku liczba uczestników nabożeństw wynosiła około 60 osób.

## Działalność
Pastorem zboru jest Marek Kalata. Dom modlitwy zboru zlokalizowany jest przy ul. Żeglarskiej 54. Prowadzone jest jedno nabożeństwo niedzielne, jak również jedno nabożeństwo tygodniowe. Ponadto raz w tygodniu odbywają się nabożeństwa młodzieżowe oraz modlitewne. 
Zbór prowadzi zajęcia szkółki niedzielnej oraz dla młodzieży. Zajmuje się także opieką nad osobami starszymi i samotnymi. Młodzież ze wspólnoty zaangażowana jest w odwiedziny w Kostrzyńskim Domie Seniora. Prowadzona jest także misja więzienna pośród osadzonych w Zakładzie Karnym w Słońsku.